# Corchorus erinaceus
Corchorus erinaceus là một loài thực vật có hoa trong họ Cẩm quỳ. Loài này được Weim. mô tả khoa học đầu tiên năm 1936.